# Mistrzostwa Europy w hokeju mężczyzn na trawie
Mistrzostwa Europy w hokeju na trawie mężczyzn – turniej najlepszych, europejskich, męskich reprezentacji krajowych w hokeju na trawie, rozgrywany początkowo co 4 lata, obecnie odbywa się co 2 lata (od 2003).
Po raz pierwszy o prymat na starym kontynencie walczono w Belgii (w hali w Brukseli) w 1970 roku. Najwięcej tytułów mistrzowskich mają na swoim koncie Niemcy – dziewięć (dwukrotnie jako RFN).
Reprezentacja Polski uczestniczyła we wszystkich dotychczasowych finałach (oprócz 2007, 2011, 2015, 2019, 2021 i 2023 roku), zajmując trzykrotnie 5. miejsce (1974, 1978, 1987).

## Medaliści Mistrzostw Europy
| Rok  | Gospodarz       | Złoto     | Srebro    | Brąz      | Polacy     |
| 1970 | Bruksela        | RFN       | Holandia  | Hiszpania | 7. miejsce |
| 1974 | Madryt          | Hiszpania | RFN       | Holandia  | 5. miejsce |
| 1978 | Hanower         | RFN       | Holandia  | Anglia    | 5. miejsce |
| 1983 | Amsterdam       | Holandia  | ZSRR      | RFN       | 9. miejsce |
| 1987 | Moskwa          | Holandia  | Anglia    | RFN       | 5. miejsce |
| 1991 | Paryż           | Niemcy    | Holandia  | Anglia    | 8. miejsce |
| 1995 | Dublin          | Niemcy    | Holandia  | Anglia    | 6. miejsce |
| 1999 | Padwa           | Niemcy    | Holandia  | Anglia    | 9. miejsce |
| 2003 | Barcelona       | Niemcy    | Hiszpania | Anglia    | 7. miejsce |
| 2005 | Lipsk           | Hiszpania | Holandia  | Niemcy    | 7. miejsce |
| 2007 | Manchester      | Holandia  | Hiszpania | Belgia    | –          |
| 2009 | Amsterdam       | Anglia    | Niemcy    | Holandia  | 8. miejsce |
| 2011 | Mönchengladbach | Niemcy    | Holandia  | Anglia    | –          |
| 2013 | Boom            | Niemcy    | Belgia    | Holandia  | 7. miejsce |
| 2015 | Londyn          | Holandia  | Niemcy    | Irlandia  | –          |
| 2017 | Amstelveen      | Holandia  | Belgia    | Anglia    | 8. miejsce |
| 2019 | Antwerpia       | Belgia    | Hiszpania | Holandia  | –          |
| 2021 | Amstelveen      | Holandia  | Niemcy    | Belgia    | –          |
| 2023 | Mönchengladbach | Holandia  | Anglia    | Belgia    | –          |
| 2025 | Mönchengladbach | Niemcy    | Holandia  | Hiszpania | 7. miejsce |

## Klasyfikacja medalowa wszech czasów Mistrzostw Europy (1970-2025)
| Pozycja | Państwo           | Złoto | Srebro | Brąz | Razem |
| ------- | ----------------- | ----- | ------ | ---- | ----- |
| 1.      | Holandia          | 7     | 8      | 4    | 19    |
| 2.      | Niemcy            | 7     | 3      | 1    | 11    |
| 3.      | Hiszpania         | 2     | 3      | 2    | 7     |
| 4.      | RFN               | 2     | 1      | 2    | 5     |
| 5.      | Anglia            | 1     | 2      | 7    | 10    |
| 6.      | Belgia            | 1     | 2      | 3    | 6     |
| 7.      | Związek Radziecki | 0     | 1      | 0    | 1     |
| 8.      | Irlandia          | 0     | 0      | 1    | 1     |